# Distrito electoral de Richland III
Richland III (en inglés: Richland III Precinct) es un distrito electoral ubicado en el condado de Sarpy en el estado estadounidense de Nebraska. En el Censo de 2010 tenía una población de 1494 habitantes y una densidad poblacional de 1.903,75 personas por km².

## Geografía
Richland III se encuentra ubicado en las coordenadas 41°11′12″N 96°6′51″O / 41.18667, -96.11417. Según la Oficina del Censo de los Estados Unidos, Richland III tiene una superficie total de 0.78 km², de la cual 0.78 km² corresponden a tierra firme y (0%) 0 km² es agua.

## Demografía
Según el censo de 2010, había 1494 personas residiendo en Richland III. La densidad de población era de 1.903,75 hab./km². De los 1494 habitantes, Richland III estaba compuesto por el 91.1% blancos, el 1.87% eran afroamericanos, el 0.54% eran amerindios, el 1.54% eran asiáticos, el 0% eran isleños del Pacífico, el 2.21% eran de otras razas y el 2.74% pertenecían a dos o más razas. Del total de la población el 5.49% eran hispanos o latinos de cualquier raza.